# Ida Strömblad
Ida Helén Eva Strömblad, född 11 juni 1998, är en svensk fotbollsspelare.

## Karriär
Strömblads moderklubb är Åsa IF. Hon spelade för klubben i Division 3 och Division 2 mellan 2011 och 2014. Mellan 2015 och 2017 spelade Strömblad för Kungsbacka DFF i Elitettan.
I december 2017 värvades Strömblad av IFK Kalmar. Hon debuterade i Damallsvenskan den 15 april 2018 i en 1–2-förlust mot Piteå IF. Strömblad missade större delar av säsongen på grund av en axelskada och spelade endast fem matcher för IFK Kalmar. Inför säsongen 2019 återvände hon till Kungsbacka DFF. Strömblad spelade 21 matcher och gjorde ett mål för klubben i Damallsvenskan 2019.
I december 2019 värvades Strömblad av IK Uppsala, där hon skrev på ett ettårskontrakt. I december 2020 förlängde Strömblad sitt kontrakt med ett år. Efter säsongen 2021 lämnade hon klubben.